# Стабільні кінцеві продукти глікації
Стабільні кінцеві продукти глікації  (Advanced glycation end products, AGE) — це білки або ліпіди, які глікуються в результаті впливу цукрів.  Вони є біомаркерами, пов’язаними зі старінням і розвитком або погіршенням багатьох дегенеративних захворювань, таких як діабет, атеросклероз, хронічна хвороба нирок і хвороба Альцгеймера. 

## Дієтичні джерела
Їжа тваринного походження з високим вмістом жиру та білка, як правило, багата на AGE і схильна до їх подальшого утворення під час приготування.  Однак засвоюється з їжею лише низькомолекулярні AGE. Також було виявлено, що вегетаріанці мають більш високі концентрації AGE порівняно з невегетаріанцями.  Таким чином, незрозуміло, чи сприяють хворобам і старінню AGE, що надходять із їжею, або мають значення тільки ендогенні AGE (ті, що виробляються в організмі).  Це не говорить, що AGE, наявні у їжі, не мають потенційно негативного впливу на організм, але означає, що ці AGE  заслуговують на меншу увагу, ніж інші аспекти харчування, які призводять до підвищення рівня цукру в крові та утворення AGE всередені організму.  

## Ефекти

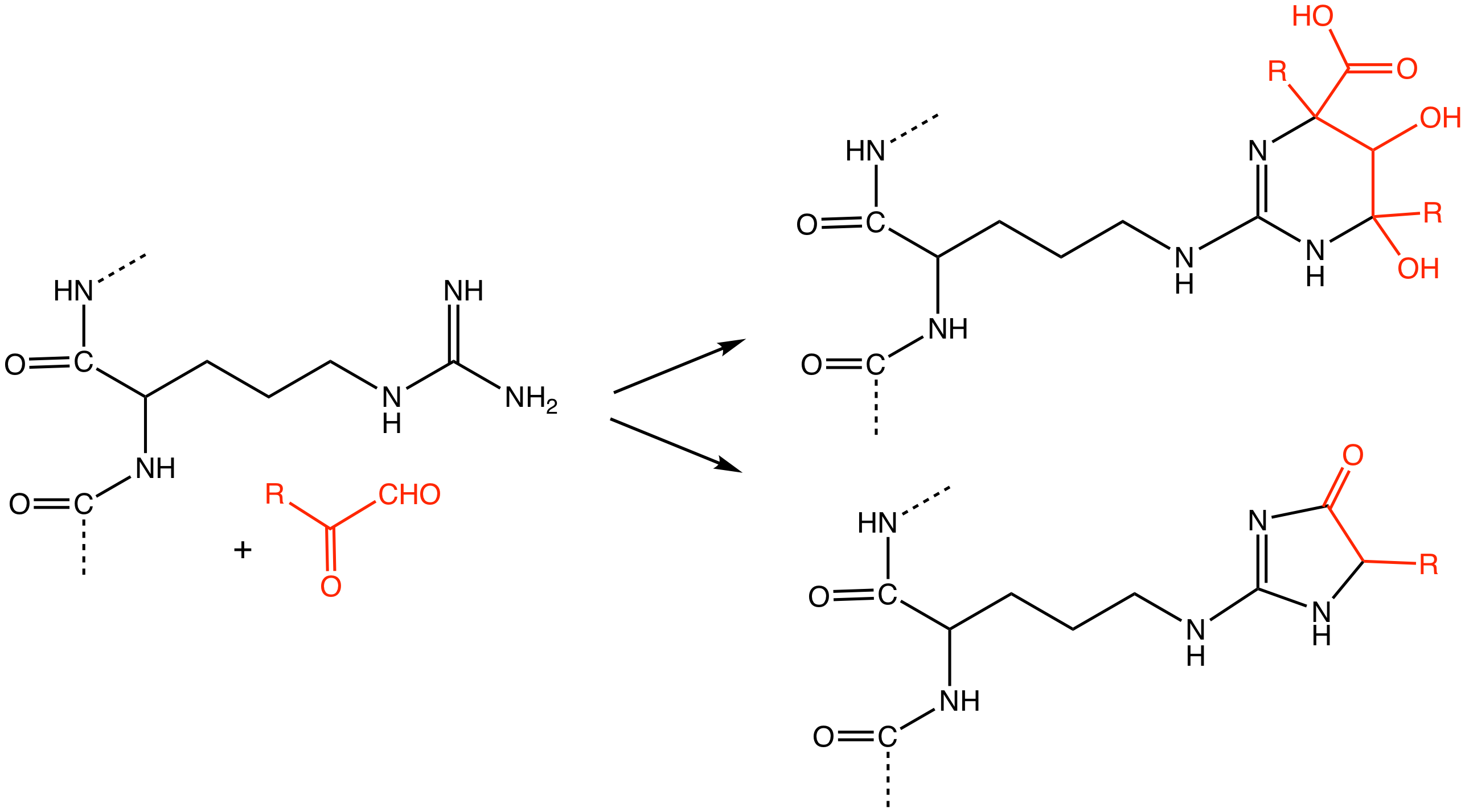
Глікація часто призводить до модифікації гуанідинової групи залишків аргініну гліоксалем (R = H), метилгліоксалем (R = Me) і 3-дезоксиглюкозоном, які виникають в результаті дієти з високим вмістом вуглеводів. Змінені таким чином білки сприяють ускладненням діабету.

AGE впливають майже на всі типи клітин і молекул в організмі і вважаються одним із факторів старіння  і деяких хронічних захворювань, пов'язаних з віком.    Вважається також, що вони відіграють причинну роль у судинних ускладненнях цукрового діабету . 
AGE виникають за певних патологічних станів, таких як окислювальний стрес через гіперглікемію у пацієнтів з діабетом.  AGE також відіграють роль прозапальних медіаторів при гестаційному діабеті . 
У контексті серцево-судинних захворювань AGE можуть індукувати зшивання (крос-лінкінг) колагену, що може спричинити зростання жорсткості судин і захоплення частинок ліпопротеїнів низької щільності (ЛПНЩ) стінками артерій. AGE також можуть викликати глікацію самих ЛПНЩ, що може сприяти їх окисненню.  Окиснені ЛПНЩ є одним із основних факторів розвитку атеросклерозу.  Нарешті, AGE можуть зв’язуватися з RAGE (рецептор для стабільних кінцевих продуктів глікування) і викликати окислювальний стрес, а також активацію шляхів запалення в ендотеліальних клітинах судин.  

### При інших захворюваннях
AGE пов'язують з розвитком хвороби Альцгеймера,  серцево-судинних захворювань  та інсульту.  Механізм, за допомогою якого AGE викликають пошкодження, полягає в процесі, який називається перехресним зшиванням (крос-лінкінг), який викликає внутрішньоклітинне пошкодження та апоптоз.  Вони утворюють фотосенсибілізатори в кришталику , що впливає на розвиток катаракти.  Зниження функцій м'язів також пов'язана з AGE. 

### Патологія
AGEs мають низку патологічних ефектів, таких як:  
- Підвищення проникності судин.
- Підвищення артеріальної жорсткості.
- Гальмування розширення судин за рахунок порушення дії оксиду азоту.
- Окиснення ЛПНЩ.
- Зв’язування клітин, включаючи макрофаги, ендотеліальні та мезангіальні клітини, що індукує секрецію різноманітних цитокінів .
- Посилення окислювального стресу.
- Рівні гемоглобін-AGE підвищені у діабетиків [24]. Інші білки AGE, як було показано на експериментальних моделях, накопичуються з часом, збільшуючись у 5-50 разів протягом 5-20 тижнів у сітківці, кришталику та корі нирок діабетичних щурів. Інгібування утворення AGE зменшувало ступінь нефропатії у діабетичних щурів. [25] Таким чином, речовини, які інгібують утворення AGE, можуть обмежити прогресування захворювання та можуть бути новими засобами для лікування AGE-опосередкованого захворювання. [26] [27]
- AGE мають специфічні клітинні рецептори. Найбільш вивчені називаються RAGE. Активація RAGE на ендотелії, мононуклеарних фагоцитах і лімфоцитах викликає утворення вільних радикалів і експресію генів медіаторів запалення. [28] Таке посилення окислювального стресу призводить до активації фактора транскрипції NF-κB і сприяє експресії генів, які асоціюються з атеросклерозом. [26]

## Реактивність
Глікування білків зазвичай відбувається у залишках лізину.  У людини найбагатшими на лізин білками є гістони в ядрі клітини, і тому вони утворюють глікований білок N(6)-карбоксиметиллізин (CML). 
Рецептор під назвою RAGE (receptor for advanced glycation end products), знаходиться в багатьох клітинах, включаючи ендотеліальні клітини, гладкі м’язи, клітини імунної системи. Цей рецептор, зв’язуючи AGE, сприяє виникненню пов’язаних із віком і діабетом хронічних запальних захворювань, таких як атеросклероз, астма, артрит, інфаркт міокарда, нефропатія, ретинопатія, пародонтит і нейропатія.  Патогенез цього процесу передбачає активацію ядерного фактора каппа-Бі (NF-κB).  NF-κB контролює декілька генів, які беруть участь у запаленні. 
AGE можна виявити та кількісно визначити за допомогою біоаналітичних та імунологічних методів. 

## Виведення
Було виявлено, що клітинний протеоліз AGE — розщеплення білків, утворює AGE-пептиди та «вільні AGE-аддукти» (AGE-аддукти, зв’язані з окремими амінокислотами). Останні після вивільнення в плазму можуть виводитися з сечею . 
Тим не менш, стійкість білків позаклітинного матриксу до протеолізу робить їх стабільні кінцеві продукти глікації менш придатними для виведення.  У той час як вільні AGE-аддукти вивільняються безпосередньо в сечу, AGE-пептиди піддаються ендоцитозу епітеліальними клітинами проксимального канальця, а потім розкладаються ендолізосомальною системою з утворенням AGE-амінокислот. Вважається, що потім ці амінокислоти повертаються у внутрішній простір або просвіт нефрону для виведення.  Вільні AGE-аддукти є основною формою, яка виводиться з сечею, при цьому AGE-пептиди зустрічаються рідше  але накопичуються в плазмі пацієнтів з хронічною нирковою недостатністю. 
Більші за розміром позаклітинні AGE-білки не можуть проходити через базальну мембрану ниркового тільця і повинні спочатку розкладатися на AGE-пепиди та вільні AGE-аддукти. Периферичні макрофаги , а також синусоїдні ендотеліальні клітини печінки та клітини Купфера  залучені до цього процесу, хоча остаточно участь печінки не доведена. 

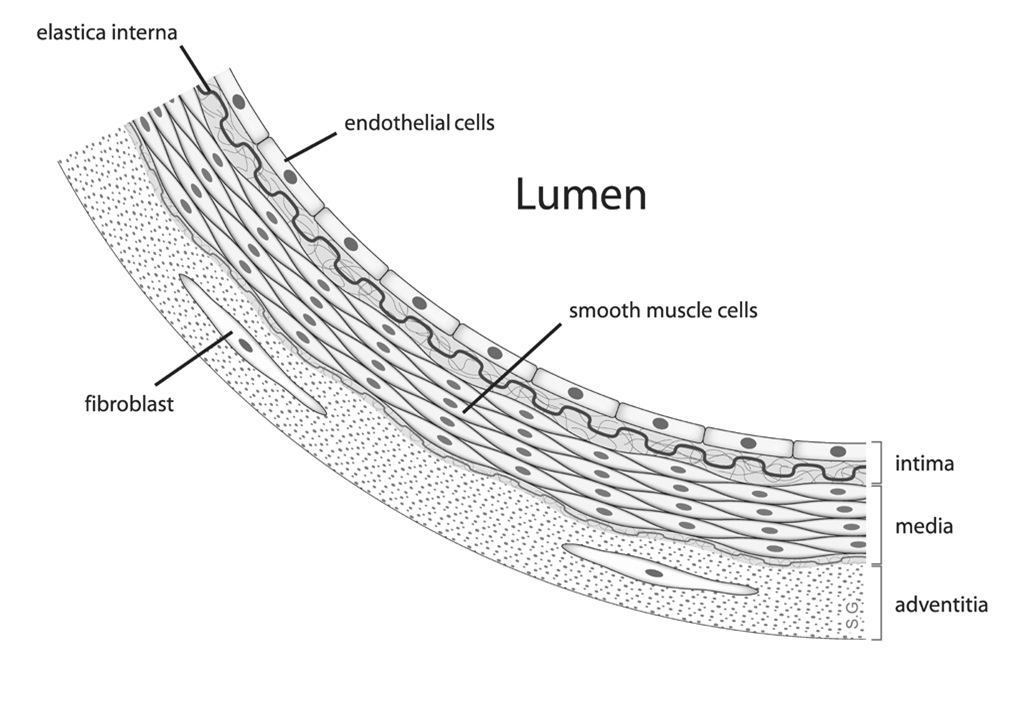
Ендотеліальна клітина

Великі AGE-білки, які не можуть проникнути в капсулу Боумена, здатні зв’язуватися з рецепторами на ендотеліальних і мезангіальних клітинах і з мезангіальним матриксом.  Активація RAGE індукує виробництво різноманітних цитокінів, включаючи TNFβ, який опосередковує інгібування металопротеїнази та збільшує виробництво мезангіального матриксу, що призводить до гломерулосклерозу  і зниження функції нирок у пацієнтів із надзвичайно високим рівнем AGE.
Хоча єдиною формою, придатною для виділення із сечею, є продукти розпаду AGE, тобто пептиди та вільні аддукти, вони є агресивнішими, ніж AGE-білки, з яких вони походять, і вони можуть посилити пошкодження у хворих на діабет навіть після того, як гіперглікемію було взято під контроль. 
Деякі AGE самі мають каталітичну окислювальну активність, тоді як активація NAD(P)H оксидази через активацію RAGE та пошкодження мітохондріальних білків, що призводить до мітохондріальної дисфункції, також може викликати окислювальний стрес. Дослідження in vitro 2007 року показало, що AGE можуть значно збільшити експресію мРНК TGF-β1, CTGF, Fn у клітинах NRK-49F шляхом посилення окисного стресу. Інгібування окислювального стресу може лежати в основі ефекту екстракту гінкго білоба при діабетичній нефропатії. Автори дослідження припустили, що антиоксидантна терапія може допомогти запобігти накопиченню AGE та індукованому ними пошкодженню.  Тим, у кого AGE підвищується через дисфункцію нирок, може знадобитися трансплантація нирки. 
У діабетиків, які мають підвищену продукцію AGE, пошкодження нирок зменшує подальше виведення AGE із сечею, що утворює хибне коло позитивного зворотного зв’язку, яке збільшує швидкість пошкодження. У дослідженні 1997 року діабетикам і здоровим суб’єктам давали разово яєчний білок (56 г), приготований з або без 100 г фруктози; у групі, яка отримувала порцію з фруктозою спостерігалося більш ніж 200-кратне збільшення імунореактивності AGE. 

## Потенційна терапія

Діаграма молекули ресвератролу

AGE є предметом постійних досліджень. Існують три терапевтичних підходи: запобігання утворенню AGE, руйнування зшивок після їх утворення та запобігання їх негативного впливу.
Сполуки, які пригнічують утворення AGE в лабораторних умовах, включають вітамін С, агматин, бенфотіамін, піридоксамін, альфа-ліпоєву кислоту,   таурин,  пімагедин,  аспірин,   карнозин,  метформін,  піоглітазон  і пентоксифілін .  Було показано, що активація рецептора TRPA-1 ліпоєвою або подокарпіновою кислотою знижує рівні AGE шляхом посилення детоксикації метилгліоксалю, основного попередника кількох AGE. 
Дослідження на щурах і мишах виявили, що природні феноли, такі як ресвератрол і куркумін, можуть запобігти негативному впливу AGE.  
Сполуки, які, як вважають, порушують деякі існуючі поперечні зв’язки AGE, включають Alagebrium (і споріднені ALT-462, ALT-486 і ALT-946)  і N-фенацил тіазолію бромід.  Одне дослідження in vitro показує, що розмаринова кислота перешкоджає руйнуванню AGE ALT-711. 

Діаграма молекули глюкозепану

Досі невідомі сполуки, які могли б розщепити найпоширеніший AGE, глюкозепан, який, зустрічається в тканинах людини в 10-1000 разів частіше, ніж будь-який інший AGE.  
З іншого боку, деякі хімічні речовини, як-от аміногуанідин, можуть обмежувати утворення AGE, реагуючи з 3-дезоксиглюкозоном . 

## Дивіться також
- Глікозилювання
- Гліоксалазна система
- Метилгліоксаль
- Сироїдіння
- N(6)-карбоксиметиллізин
- Ліпофусцин